# 愛鷹亮
愛鷹 亮（あいたか りょう、1989年12月31日 - ）本名：後藤亮は、日本のプロレスラー。男性力道場静岡所属のプロキックボクサー。静岡県沼津市出身。
元静岡県警警察官、Bigbang初代ヘビー級王者。2023年12月後のプロレス転向後は、リングネームを愛鷹 力 (あいたか りき)に変更していたが、2024年10月のGLEAT入団をきっかけに愛鷹亮に戻している。

## 来歴
幼少の頃は野球をしていて、中学1年で『センスがない』という理由で辞め、友人の勧めで、柔道を始め、柔道を始める以前は、体重が45kgしかなかったが、中学3年になると体重が85kgに達し、中学の時は、怪我などで、大会に出場することすらなかったが、東海大翔洋高校進学後の3年時には、静岡県ジュニア選手権90kg級で優勝を果たした（段位：三段）。リングネームの愛鷹は出身の愛鷹小学校・中学校が由来。
静岡翔洋高校卒業後は、母子家庭ということで、大学へは行かず、陸上自衛隊の試験を受け合格していたが、愛鷹の柔道の試合を見ていた警察官からスカウトの電話があり静岡県警へ就職する。
静岡県警察学校から静岡中央警察署勤務(安東交番)、水落交番を経て警備部機動隊スキューバ潜水隊に配属、遺留品の捜索、東北震災遺体回収、東北治安維持等を経験。逮捕術では術科特別訓練員に選ばれ静岡県警代表として3年間大会に出場。関東管区警察逮捕術大会で優勝という実績をもつ。
18歳から23歳の5年間、警察に勤務後、家族からの反対を押し切って格闘家に転身、2016年12月4日、bigbang 27で古田太一とのヘビー級王座決定戦で勝利し、Bigbang初代ヘビー級王者。2017年にはK-1に参戦を果たす。26戦20勝(8KO) 6敗
2019年8月24日、当時K1クルーザー級王座のシナ・カリミアンとの対戦で、身長2メートルのシナ・カリミアンを3Rにフックで失神KOで勝利を飾り、試合後は男泣き。この試合は、タイトルマッチではなかったため、タイトル獲得には至らず、シナ・カリミアンはその後、リマッチを要望、2020年3月22日、KFesta.3でタイトルをかけての試合が行われ、互いに一つずつダウンを奪い、判定の末、敗北を喫した。
2020年6月12日に両目網膜剥離の手術を発表、16日にはトレーニングを再開した。
2020年12月31日に佐藤すみれ(元AKB48、元SKE48)と結婚を発表。翌2021年3月21日放送の『新婚さんいらっしゃい!』(朝日放送テレビ・テレビ朝日系列) に、夫婦で出演。
2023年12月3日、K-1選手を引退、プロレス転向を宣言。同12月30日の『GLEAT』東京ドームシティホール大会に、新リングネーム「愛鷹力」として出場、プロレスデビュー戦を白星で飾った。
2024年10月1日付けでGLEAT入団を発表。再び愛鷹亮にリングネームを戻すことを発表。飯伏プロレス研究所は10月6日GLEAT大阪大会を以って卒業。

## エピソード
- 2022年9月24日に発生した台風15号による静岡県内の豪雨が原因の静岡市清水区の断水被害への支援として、26日に母校の東海大学付属静岡翔洋高校[7]でボランティアや物資の支援を募り、10,000個以上の物資を配布した。配布にはベルテックス静岡の選手タレントの紗栄子や桃華絵里、同高OBの鈴木啓太・愛鷹亮なども参加した。その後支援の輪が広まり格闘家の山本美憂が友人とトラックいっぱいの物資を届け更に 浜崎あゆみも桃華絵里と連絡を取り合い、インスタグラムのストーリーズで情報を共有、その後物資を集め現地の児童施設や老人施設などに物資を届けた。
- 2024年、地元の明和住宅株式会社のCMに家族で出演した[8]。